# Run Into the Light
Run Into the Light es el segundo extended play de la artista inglesa Ellie Goulding, lanzado exclusivamente en el iTunes Store el 30 de agosto de 2010 por Polydor Records. El EP contiene 6 remixes de sus canciones de su álbum debut Lights, cuatro de ellas previamente sin ser publicadas.

## Lista de canciones
| N.º | Título                                            | Duración |  |
| 1.  | «Run Into the Light Medley»                       | 30:06    |  |
| 2.  | «This Love (Will Be Your Downfall) [Mille Remix]» | 5:31     |  |
| 3.  | «Guns and Horses (Monsieur Adi Remix)»            | 4:22     |  |
| 4.  | «Lights (Fear of Tigers Remix)»                   | 4:54     |  |
| 5.  | «Salt Skin (Alex Metric Remix)»                   | 5:00     |  |
| 6.  | «Starry Eyed (Russ Chimes Remix)»                 | 4:41     |  |
| 7.  | «Under the Sheets (Jakwob Remix)»                 | 5:35     |  |